# Президент Бундестага
Президент Бундестага (нем. Präsident des Deutschen Bundestages) — председатель федерального парламента Германии (Бундестага). Он руководит пленарными заседаниями, представляет парламент и отвечает за его внутреннюю организацию. В иерархии государственных должностей Германии президент Бундестага занимает второе место после федерального президента и перед федеральным канцлером.

## Выборы и традиции
Президент Бундестага избирается на учредительном заседании каждой легислатуры после федеральных выборов. До 2017 года заседание открывал самый пожилой по возрасту депутат (Alterspräsident), но с 2017 года — депутат с самым длительным стажем. Как правило, на должность президента выдвигается кандидат от крупнейшей парламентской фракции, и его избрание проходит без альтернативных кандидатур.
Срок полномочий президента совпадает с легислатурой Бундестага. Преждевременное прекращение полномочий возможно только в случае отставки, утраты депутатского мандата или смерти. Президент может быть переизбран при условии повторного избрания в Бундестаг.

## Юридические основы
Правовая база должности закреплена в статье 40 Основного закона Германии (Grundgesetz), согласно ко…
- В случае серьёзных нарушений порядка — возможность исключения депутата до 30 заседаний.
- Руководство Советом старейшин (Ältestenrat), который координирует внутреннюю работу парламента.
- Созыв и председательство на Федеральном собрании (Bundesversammlung) для избрания федерального президента.
- Приём финансовых отчётов политических партий, контроль за партийным финансированием и регулирование возмещения расходов на избирательные кампании.
- Осуществление полицейских полномочий в здании парламента, включая право запрета на обыски и изъятия, а также руководство парламентской службой безопасности.

## Список президентов Бундестага
| №  | Имя                 | Партия | Срок полномочий                   |
| -- | ------------------- | ------ | --------------------------------- |
| 1  | Эрих Кёлер          | ХДС    | 7 сентября 1949 — 18 октября 1950 |
| 2  | Герман Эллерс       | ХДС    | 19 октября 1950 — 29 октября 1954 |
| 3  | Эйген Герстенмайер  | ХДС    | 16 ноября 1954 — 31 января 1969   |
| 4  | Кай-Уве фон Хассель | ХДС    | 5 февраля 1969 — 13 декабря 1972  |
| 5  | Аннемари Ренгер     | СДПГ   | 13 декабря 1972 — 14 декабря 1976 |
| 6  | Карл Карстенс       | ХДС    | 14 декабря 1976 — 31 мая 1979     |
| 7  | Рихард Штюклен      | ХСС    | 31 мая 1979 — 29 марта 1983       |
| 8  | Райнер Барцель      | ХДС    | 29 марта 1983 — 25 октября 1984   |
| 9  | Филипп Йенингер     | СДПГ   | 5 ноября 1984 — 25 января 1991    |
| 10 | Рита Зюсмут         | ХДС    | 25 ноября 1988 — 26 октября 1998  |
| 11 | Вольфганг Тирзе     | СДПГ   | 26 октября 1998 — 18 октября 2005 |
| 12 | Норберт Ламмерт     | ХДС    | 18 октября 2005 — 24 октября 2017 |
| 13 | Вольфганг Шойбле    | ХДС    | 24 октября 2017 — 26 октября 2021 |
| 14 | Бербель Бас         | СДПГ   | 26 октября 2021 — 25 марта 2025   |
| 15 | Юлия Клёкнер        | ХДС    | с 25 марта 2025                   |